# 下揖子寮
下揖子寮，原寫為下揖仔藔，是臺灣嘉義縣東石鄉的一個傳統地域名稱，位於該鄉東北部。相較於今日行政區，其範圍大致包括下揖村不含東南部及北部邊界地帶西段、港口村東南端、龍港村北部邊界地帶中央一小段、海埔村東北半葉的東部。

## 歷史
台灣日治初期，下揖子寮地區為一街庄（舊制街庄），稱為「下揖仔藔庄」，隸屬於蔦松堡。該庄昔日北與溪仔下庄為鄰，東北與頂揖仔藔庄為鄰，東南邊及南邊隔樸仔腳溪（今名朴子溪）與下蔦松庄、圍仔內庄為界，西邊為海埔庄、港墘厝庄，西北邊為蚶仔藔庄。
1901年（日治明治三十四年）11月11日，全台設置二十廳，該庄隸屬於嘉義廳。1904年（明治三十七年）2月20日，該庄編入「鰲鼓區」，隸屬於嘉義廳。1905年（明治三十八年）7月1日，各區管轄區域調整，該庄改隸屬於嘉義廳的「東石港區」。1909年（明治四十二年）10月25日，全台整併二十廳為十二廳，該庄仍隸屬於嘉義廳。1910年（明治四十三年）1月18日，各區管轄區域調整，該庄仍隸屬於嘉義廳的「東石港區」。1920年（大正九年）10月1日，全台廢十二廳改設五州二廳，該庄改制並雅化為「下揖子寮」大字，隸屬於臺南州東石郡東石庄（新制街庄）。
戰後東石庄改制為東石鄉，隸屬於臺南縣，大字亦改制為村。1950年（民國39年）10月25日，雲、嘉、南分治，東石鄉改隸屬於嘉義縣。

## 聚落
本地區發展較早的聚落為下揖仔藔，在日治期初期的官方地圖上已有記載。

## 交通
縣道166號是東石至瑞里的道路，經過本地區主聚落。由該道路西行可前往東石鄉東石市區，並止於縣道168號路口；東行可前往六腳鄉、新港鄉南部、民雄鄉南部、竹崎鄉、梅山鄉東部，並止於瑞里的縣道162甲線路口。
鄉道嘉7線是四股至港墘的道路，經過本地區西北部凸出部分及西南部凸出部分。
鄉道嘉8線是鰲鼓至下揖的道路，其東側端點（終點）在本地區主聚落北郊。
鄉道嘉9線是舊庄至東石的道路，經過本地區西北部凸出部分。

## 學校
- 下楫國小
- 下楫國小楫源分校（已廢校）